# Roc Fumat
El Roc Fumat és una muntanya de 1.569 metres que es troba al municipi de les Valls de Valira, a la comarca de l'Alt Urgell.